# Z 9500
Z 9500 — французский электропоезд 1980-х годов. Строился в 1982—1983 годах. Всего было построено 20 поездов. Эксплуатируется поезд на TER Рона-альпы (10 поездов) и совместно TER Бургони и Франш-комте (10 поездов). По состоянию на декабрь 2011 эксплуатируются все произведённые поезда.
Поезд принадлежит семейству Z2, в которое также входят Z 7300, Z 7500, Z 11500, и Z 9600.